# كامبل أرمسترونغ
كامبل أرمسترونغ (بالإنجليزية: Campbell Armstrong)‏ هو درامي ‏ وكاتب مسرحي بريطاني، ولد في 25 فبراير 1944 في غلاسكو في المملكة المتحدة، وتوفي في 1 مارس 2013 في دبلن في جمهورية أيرلندا بسبب سرطان.

## وصلات خارجية
- الموقع الرسمي
- كامبل أرمسترونغ على موقع IMDb (الإنجليزية)
- كامبل أرمسترونغ على موقع ميوزك برينز (الإنجليزية)